# Jean Cossin

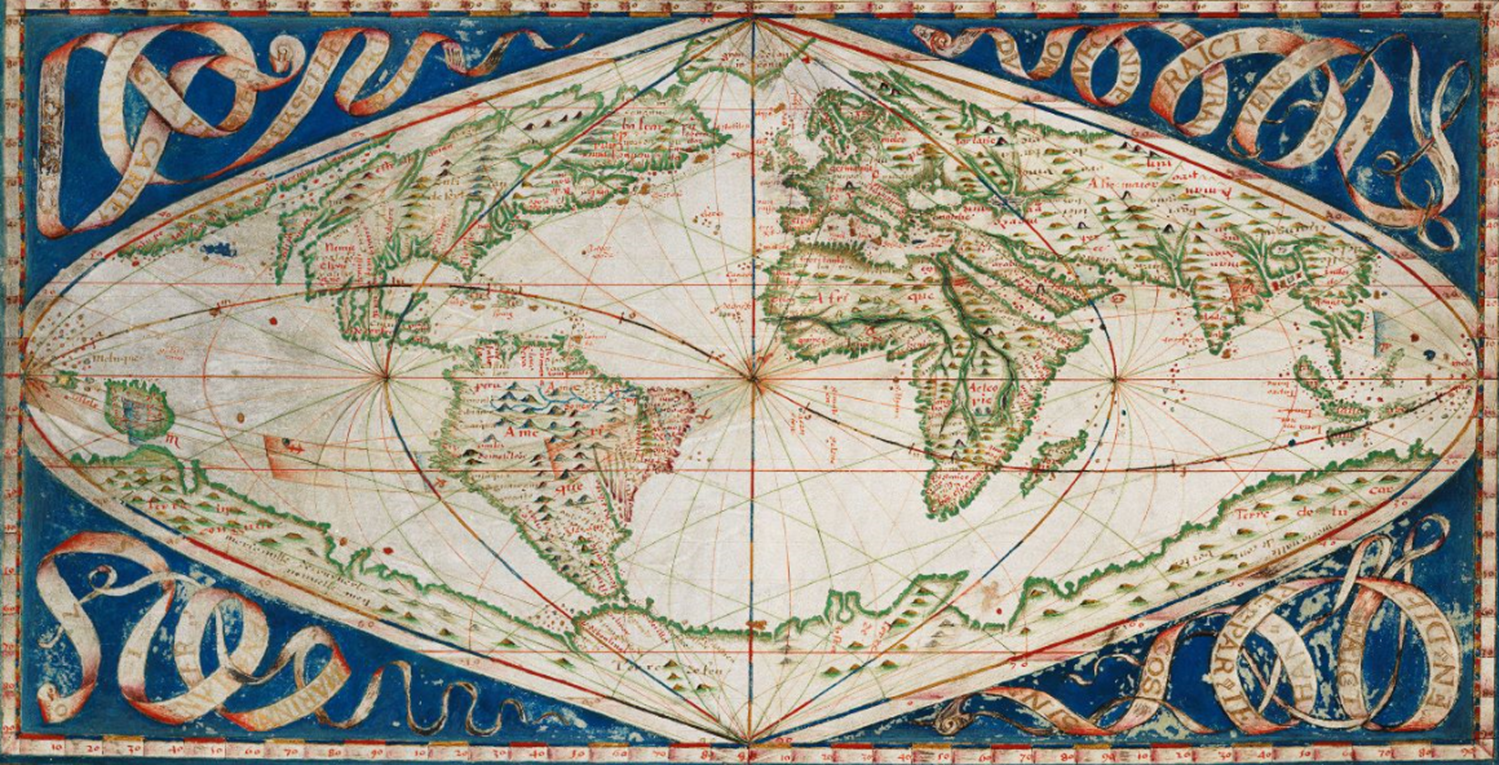
Il planisfero di Jean Cossin intitolato Carte cosmographique ou Universelle description du monde e pubblicato a Dieppe nel 1570

Jean Cossin (fl. XVII secolo) è stato un cartografo francese, esponente della scuola cartografica di Dieppe.

## Biografia
Le informazioni su Jean Cossin sono scarse, ma si sa che operò in Francia nel XVI secolo e che lavorò a Dieppe, un importante centro della cartografia dell'epoca. Fece parte della scuola dei cartografi di Dieppe, un gruppo di cartografi francesi che produssero mappe dettagliate del mondo, spesso ispirate a informazioni raccolte da esploratori e mercanti.

## Opere
L'opera più nota di Cossin è una mappa del mondo pubblicata nel 1570, basata su una proiezione sinusoidale. Questa proiezione, innovativa per l'epoca, cercava di rappresentare la superficie terrestre in modo più accurato rispetto alle tradizionali carte basate su proiezioni cilindriche o coniche. La sua mappa, intitolata Carte cosmographique ou Universelle description du monde, mostra un mondo dettagliato con una particolare attenzione alla rappresentazione delle coste e dei nuovi territori scoperti durante le esplorazioni del XVI secolo. L'utilizzo della proiezione sinusoidale da parte di Cossin è considerato uno dei primi esempi di applicazione scientifica nella cartografia rinascimentale. Il suo lavoro influenzò cartografi successivi, contribuendo all'evoluzione delle tecniche di rappresentazione geografica.
Sebbene Jean Cossin non sia tra i cartografi più noti della sua epoca, il suo lavoro rappresenta un importante passaggio nello sviluppo della cartografia moderna.